# Puchar Świata w narciarstwie alpejskim mężczyzn 2005/2006
Puchar Świata w narciarstwie alpejskim mężczyzn sezon 2005/2006 to 40. edycja tej imprezy. Cykl ten rozpoczął się w austriackim Sölden 23 października 2005 roku, a zakończył 18 marca 2006 roku w szwedzkim Åre.

## Podium zawodów
| Lp.                                          | Data                 | Miejscowość            | Konkurencja | 1. Miejsce                      | 2. Miejsce                    | 3. Miejsce                   |
| -------------------------------------------- | -------------------- | ---------------------- | ----------- | ------------------------------- | ----------------------------- | ---------------------------- |
| 1.                                           | 23 października 2005 | Sölden                 | gigant      | Hermann Maier                   | Bode Miller                   | Rainer Schönfelder           |
| 2.                                           | 26 listopada 2005    | Lake Louise            | zjazd       | Fritz Strobl                    | Kjetil André Aamodt           | Marco Büchel                 |
| 3.                                           | 27 listopada 2005    | Lake Louise            | supergigant | Aksel Lund Svindal              | Benjamin Raich                | Daron Rahlves                |
| 4.                                           | 1 grudnia 2005       | Beaver Creek           | supergigant | Hannes Reichelt                 | Erik Guay                     | Matthias Lanzinger           |
| 5.                                           | 2 grudnia 2005       | Beaver Creek           | zjazd       | Daron Rahlves                   | Bode Miller                   | Johann Grugger               |
| 6.                                           | 3 grudnia 2005       | Beaver Creek           | gigant      | Bode Miller                     | Daron Rahlves                 | Kalle Palander               |
| 7.                                           | 4 grudnia 2005       | Beaver Creek           | slalom      | Giorgio Rocca                   | Stéphane Tissot               | Ted Ligety                   |
| 8.                                           | 10 grudnia 2005      | Val d’Isère            | zjazd       | Michael Walchhofer              | Fritz Strobl                  | Johann Grugger               |
| 9.                                           | 11 grudnia 2005      | Val d’Isère            | kombinacja  | Michael Walchhofer              | Rainer Schönfelder            | Bode Miller                  |
| 10.                                          | 12 grudnia 2005      | Madonna di Campiglio   | slalom      | Giorgio Rocca                   | Benjamin Raich                | Kalle Palander               |
| 11.                                          | 16 grudnia 2005      | Val Gardena            | supergigant | Johann Grugger                  | Erik Guay                     | Ambrosi Hoffmann             |
| 12.                                          | 17 grudnia 2005      | Val Gardena            | zjazd       | Marco Büchel                    | Michael Walchhofer            | Erik Guay                    |
| 13.                                          | 18 grudnia 2005      | Alta Badia             | gigant      | Massimiliano Blardone           | Davide Simoncelli             | François Bourque             |
| 14.                                          | 21 grudnia 2005      | Kranjska Gora          | gigant      | Benjamin Raich                  | Massimiliano Blardone         | Thomas Grandi                |
| 15.                                          | 22 grudnia 2005      | Kranjska Gora          | slalom      | Giorgio Rocca                   | Thomas Grandi                 | Ted Ligety                   |
| 16.                                          | 29 grudnia 2005      | Bormio                 | zjazd       | Daron Rahlves                   | Fritz Strobl                  | Tobias Grünenfelder          |
| 17.                                          | 7 stycznia 2006      | Adelboden              | gigant      | Benjamin Raich                  | Fredrik Nyberg                | Stephan Görgl Kalle Palander |
| 18.                                          | 8 stycznia 2006      | Adelboden              | slalom      | Giorgio Rocca                   | Ted Ligety                    | Benjamin Raich               |
| 19.                                          | 13 stycznia 2006     | Wengen                 | kombinacja  | Benjamin Raich                  | Kjetil André Aamodt           | Peter Fill                   |
| 20.                                          | 14 stycznia 2006     | Wengen                 | zjazd       | Daron Rahlves                   | Michael Walchhofer            | Fritz Strobl                 |
| 21.                                          | 15 stycznia 2006     | Wengen                 | slalom      | Giorgio Rocca                   | Kalle Palander                | Alois Vogl                   |
| 22.                                          | 20 stycznia 2006     | Kitzbühel              | supergigant | Hermann Maier                   | Peter Fill                    | Hannes Reichelt              |
| 23.                                          | 21 stycznia 2006     | Kitzbühel              | zjazd       | Michael Walchhofer              | Marco Büchel                  | Daron Rahlves                |
| 24.                                          | 22 stycznia 2006     | Kitzbühel              | slalom      | Jean-Pierre Vidal               | Reinfried Herbst              | Benjamin Raich               |
| 25.                                          | 22 stycznia 2006     | Kitzbühel              | kombinacja  | Benjamin Raich                  | Bode Miller                   | Aksel Lund Svindal           |
| 26.                                          | 24 stycznia 2006     | Schladming             | slalom      | Kalle Palander                  | Akira Sasaki                  | Benjamin Raich               |
| 27.                                          | 28 stycznia 2006     | Garmisch-Partenkirchen | zjazd       | Hermann Maier                   | Klaus Kröll                   | Andreas Buder                |
| 28.                                          | 29 stycznia 2006     | Garmisch-Partenkirchen | supergigant | Christoph Gruber                | Scott Macartney               | Kjetil André Aamodt          |
| 29.                                          | 3 lutego 2006        | Chamonix               | kombinacja  | Benjamin Raich                  | Rainer Schönfelder            | Bode Miller                  |
| 20. Zimowe Igrzyska Olimpijskie 2006 – Turyn |                      |                        |             |                                 |                               |                              |
| 30.                                          | 4 marca 2006         | Yongpyong              | gigant      | Davide Simoncelli               | Massimiliano Blardone         | Aksel Lund Svindal           |
| 31.                                          | 5 marca 2006         | Yongpyong              | gigant      | Ted Ligety                      | Fredrik Nyberg Kalle Palander | –                            |
| 32.                                          | 10 marca 2006        | Shiga Kōgen            | slalom      | Benjamin Raich                  | Akira Sasaki                  | Thomas Grandi                |
| 33.                                          | 11 marca 2006        | Shiga Kōgen            | slalom      | Kalle Palander Reinfried Herbst | –                             | Thomas Grandi                |
| 34.                                          | 15 marca 2006        | Åre                    | zjazd       | Aksel Lund Svindal              | Bode Miller                   | Peter Fill                   |
| 35.                                          | 16 marca 2006        | Åre                    | supergigant | Bode Miller                     | Daron Rahlves                 | Aksel Lund Svindal           |
| 36.                                          | 17 marca 2006        | Åre                    | gigant      | Benjamin Raich                  | Massimiliano Blardone         | Fredrik Nyberg               |
| 37.                                          | 18 marca 2006        | Åre                    | slalom      | Markus Larsson                  | Stéphane Tissot               | Thomas Grandi                |

## Klasyfikacje
| Lp. | Zawodnik            | Punkty |
| --- | ------------------- | ------ |
| 1.  | Benjamin Raich      | 1410   |
| 2.  | Aksel Lund Svindal  | 1006   |
| 3.  | Bode Miller         | 928    |
| 4.  | Daron Rahlves       | 903    |
| 5.  | Michael Walchhofer  | 855    |
| 6.  | Hermann Maier       | 818    |
| 7.  | Kalle Palander      | 801    |
| 8.  | Kjetil André Aamodt | 707    |
| 9.  | Ted Ligety          | 636    |
| 10. | Marco Büchel        | 626    |

| Lp. | Zawodnik            | Punkty |
| --- | ------------------- | ------ |
| 1.  | Michael Walchhofer  | 522    |
| 2.  | Fritz Strobl        | 491    |
| 3.  | Daron Rahlves       | 444    |
| 4.  | Marco Büchel        | 400    |
| 5.  | Bode Miller         | 340    |
| 6.  | Kjetil André Aamodt | 322    |
| 7.  | Hermann Maier       | 305    |
| 8.  | Bruno Kernen        | 268    |
| 9.  | Didier Défago       | 246    |
| 10. | Kristian Ghedina    | 235    |

| Lp. | Zawodnik            | Punkty |
| --- | ------------------- | ------ |
| 1.  | Aksel Lund Svindal  | 284    |
| 2.  | Hermann Maier       | 282    |
| 3.  | Daron Rahlves       | 269    |
| 4.  | Hannes Reichelt     | 250    |
| 5.  | Kjetil André Aamodt | 223    |
| 6.  | Erik Guay           | 204    |
| 7.  | Ambrosi Hoffmann    | 165    |
| 8.  | Peter Fill          | 162    |
| 9.  | Christoph Gruber    | 147    |
| 10. | Bode Miller         | 145    |

| Lp. | Zawodnik              | Punkty |
| --- | --------------------- | ------ |
| 1.  | Benjamin Raich        | 481    |
| 2.  | Massimiliano Blardone | 442    |
| 3.  | Fredrik Nyberg        | 414    |
| 4.  | Davide Simoncelli     | 314    |
| 5.  | Kalle Palander        | 306    |
| 6.  | Thomas Grandi         | 256    |
| 7.  | François Bourque      | 230    |
| 8.  | Hermann Maier         | 223    |
| 9.  | Bode Miller           | 198    |
| 10. | Aksel Lund Svindal    | 195    |

| Lp. | Zawodnik          | Punkty |
| --- | ----------------- | ------ |
| 1.  | Giorgio Rocca     | 547    |
| 2.  | Kalle Palander    | 495    |
| 3.  | Benjamin Raich    | 410    |
| 4.  | Ted Ligety        | 396    |
| 5.  | Thomas Grandi     | 360    |
| 6.  | Stéphane Tissot   | 336    |
| 7.  | Akira Sasaki      | 333    |
| 8.  | Reinfried Herbst  | 316    |
| 9.  | Markus Larsson    | 291    |
| 10. | Jean-Pierre Vidal | 253    |

| Lp. | Zawodnik            | Punkty |
| --- | ------------------- | ------ |
| 1.  | Benjamin Raich      | 345    |
| 2.  | Bode Miller         | 200    |
| 3.  | Michael Walchhofer  | 200    |
| 4.  | Rainer Schönfelder  | 182    |
| 5.  | Kjetil André Aamodt | 162    |
| 6.  | Peter Fill          | 142    |
| 7.  | Aksel Lund Svindal  | 140    |
| 8.  | Andrej Šporn        | 123    |
| 9.  | Didier Défago       | 95     |
| 10. | Silvan Zurbriggen   | 93     |

| Lp. | Państwo           | Punkty |
| --- | ----------------- | ------ |
| 1.  | Austria           | 7301   |
| 2.  | Stany Zjednoczone | 3179   |
| 3.  | Włochy            | 3017   |
| 4.  | Norwegia          | 2264   |
| 5.  | Szwajcaria        | 2143   |
| 6.  | Kanada            | 1784   |
| 7.  | Francja           | 1700   |
| 8.  | Szwecja           | 1304   |
| 9.  | Finlandia         | 816    |
| 10. | Liechtenstein     | 626    |